# ナイトジャーナル
ナイトジャーナルは、1993年4月5日から1994年3月24日まで放送されたNHK総合テレビジョンの情報番組である。放送時間は、平日23:20 - 24:00（JST）であった。

## 概要
前番組『ミッドナイトジャーナル』（1990年4月 - 1993年3月）からニュース・スポーツニュース部門を切り離して特集コーナーを特化して展開した。主に文化系の話題が中心だった。
キャスターはジャーナリストの秋尾沙戸子であった。サブは曜日替わりで、民俗学者の大月隆寛、詩人の林浩平、宗教学者の島田裕巳、デザイン評論家の柏木博が担当した。月・木の書評は、井田真木子、安原顕、養老孟司、高橋敏夫、火・水のCD評は、石井宏、中村とうよう、萩原健太が担当した。ジェームス・ブラウン、モーリス・ベジャール、ウラディーミル・アシュケナージなど海外の大物アーティストがスタジオに生出演し、演奏することもあった。
1993年7月26日に特集コーナーで紹介された船村徹作曲「スナッキーで踊ろう」視聴者から反響が大きかった、1994年3月21日には、海道はじめとスナッキーガールズをスタジオに招き、「スナッキーで踊ろう」の生演奏が全国に放送された。

## 当番組開始に伴う番組編成の再編
『ミッドナイト- 』で扱ったニュースやスポーツ・解説番組は以下のように分散した。
- 22:45：スポーツタイム
- 23:00：NHKニュース
- 23:10：視点・論点
- 23:20：ナイトジャーナル
- 24:00：NHKニュース（放送曜日上の最終版。これがあった関係で、NHK総合テレビの平日編成は史上初めて日付をまたいで0:05で終了する形となった。但し1995年度から始まったナイトセレクションが平日番組に於いての事実上初の日またぎとなる）